# Ramiz Zerrouki
Pour les articles homonymes, voir Zerrouki.
Ramiz Zerrouki (en arabe : رامز زروقي, en berbère : ⵕⴰⵎⵉⵣ ⵣⵕⵕⵓⵇⵉ), né le 26 mai 1998 à Amsterdam aux Pays-Bas, est un footballeur international algérien qui joue au poste de milieu de terrain au FC Twente, en prêt du Feyenoord Rotterdam.

## Biographie

### En club

#### Jeunesse amstellodamoise
Ramiz Zerrouki voit le jour à Amsterdam, où son père, Karim Zerrouki, un Algérien originaire de la ville de Sidi Bel Abbès, s'est installé en 2004 après avoir vécu en France. Sa mère, quant à elle, est Néerlandaise. Alors que son père est retourné en Algérie, Ramiz grandit uniquement avec sa mère, rendant souvent visite à sa famille en France et dans son pays d'origine.
Durant sa jeunesse, Zerrouki joue et est formé à l'Ajax Amsterdam avant d'intégrer la section "jeunes" du FC Twente. Lors de la saison 2017-2018, il joue avec le Jong FC Twente en troisième division, où il marque son seul but lors de la victoire 3-0 à l'extérieur contre les VV Harkemase Boys. Depuis, le Jong FC Twente a été retiré de la troisième division de football et joue depuis dans la Beloften Eredivisie (championnat pour les équipes réserves), au total avec le Jong FC Twente, il aura disputé 32 matchs avant d’être intégré dans l’équipe première.

#### Debut pro au FC Twente
Ramiz commence son premier match en pros le 30 novembre 2019, contre De Treffers en Coupe des Pays-Bas, cependant, il ne rentre qu'à la 83e et ne joue donc que 8 minutes, le 31 mars 2019, le joueur prolonge son contrat d'un an, il est donc lié  avec son club jusqu'en juin 2021, pouvant ainsi prétendre à prendre une place en équipe première.
À la suite de changement d'entraîneur, Gonzalo García García, qui est remplacé par Ron Jans, Ramiz réintègre les premiers plans du clubs le 16 août 2020, il est convoqué en match amical contre le Feyenoord Rotterdam, mais il ne joue qu'une mi-temps, et le match se termine sur le score de 0-0.
Son premier match officiel sous les ordres du nouvel entraîneur commence la saison suivante avec le FC Twente, il débute ainsi le 20 septembre 2020, ironie du sort, contre le Feyenoord Rotterdam, son équipe arrive à tenir le match nul (1-1), il est remplacé à la 65e, Ramiz marque des points aux yeux du coach, grâce à cette performance, le jeune natif de Arnhem est titularisé pour les deux matches suivants. Le 3 octobre 2020, face au FC Emmen ou d'ailleurs, il réalise la première passe décisive de sa jeune carrière en pro, en profitant d'une erreur défensive,.
Le 22 novembre 2020, Ron Jans, décide de le mettre dans le onze titulaire face au PSV Eindhoven.

### En équipe nationale
Natif des Pays-Bas mais d'origine algérienne, il peut opter pour la sélection des Pays-Bas ou de l'Algérie.
Ramiz Zerrouki déclare en 2015 : « Je veux jouer pour l’équipe nationale algérienne inchallah, mon cœur est algérien ». Concernant sa possible sélection avec les Fennecs, le journaliste Henk Spaan (en) : « Zerrouki ? Je l'ai vu il y a 6 ans (avec l'Ajax) avec Simon Tahamata. Il trouvait ça drôle que tout le monde pensait que ce fils de père algérien était marocain. Même à l'époque, Ramiz savait qu'il voulait jouer pour l'Algérie ».
Le 21 mars 2021, il fait partie officiellement des 28 joueurs convoqués pour le match contre le Zambie et le Botswana dans le cadre des éliminatoires de la CAN 2021, à la suite de cela, il déclare : « J’étais avec mes parents et mon frère quand j’ai appris que j’ai été retenu dans la liste définitive. C’était un moment de joie pour nous. Ça a toujours été un rêve pour moi de jouer pour l’Algérie ». Il entre à la 61e minute au National Heroes Stadium contre la Zambie au profil de Mehdi Abeid, son équipe et lui finissent sur un match nul 3-3. Après le match, Ramiz Zerrouki déclare : « Jouer en Afrique n’est pas du tout la même chose que jouer en Europe, quand je suis entré en jeu, j’ai senti comme si j’étais en guerre ».
Le 2 septembre 2021, pour le cadre des éliminatoires du mondial 2022, Ramiz Zerrouki, marque son premier but avec la sélection algérienne, contre le Djibouti a la 69e minute, sur une reprise, l’Algérie s'impose 8-0.
En janvier 2022, il fait partie des joueurs sélectionnés pour participer à la Coupe d'Afrique des nations 2021 où L'Algérie sort dès le premier tour. Le 29 décembre 2023, il est retenu dans la liste des vingt-sept joueurs algériens sélectionnés par Djamel Belmadi pour disputer la Coupe d'Afrique des nations 2023.

## Style de jeu
Depuis sa formation à l'Ajax Amsterdam entre 2013 et 2017 au poste de milieu défensif et dans certains cas spéciaux en milieu relayeur, il déclara en 2015 que son style de jeu se base dans un premier temps sur une bonne vision et sur l’engagement ensuite vis-à-vis de sa formation, il part du principe que son plus gros défaut, se situe au niveau de la vitesse ou ce dernier estime encore être en formation.

## Statistiques

### En club
| Saison                | Club                  | Championnat           | Championnat | Championnat | Championnat | Coupe(s) nationale(s) | Coupe(s) nationale(s) | Coupe(s) nationale(s) | Supercoupe | Supercoupe | Supercoupe | Compétition(s) continentale(s) | Compétition(s) continentale(s) | Compétition(s) continentale(s) | Compétition(s) continentale(s) | Total | Total | Total |
| Saison                | Club                  | Division              | M.          | B.          | P.d.        | M.                    | B.                    | P.d.                  | M.         | B.         | P.d.       | Comp.                          | M.                             | B.                             | P.d.                           | M.    | B.    | P.d.  |
| 2019-2020             | FC Twente             | Eredivisie            | 0           | 0           | 0           | 1                     | 0                     | 0                     | -          | -          | -          | -                              | -                              | -                              | -                              | 1     | 0     | 0     |
| 2020-2021             | FC Twente             | Eredivisie            | 31          | 0           | 2           | 1                     | 0                     | 0                     | -          | -          | -          | -                              | -                              | -                              | -                              | 32    | 0     | 2     |
| 2021-2022             | FC Twente             | Eredivisie            | 32          | 2           | 1           | 2                     | 2                     | 0                     | -          | -          | -          | -                              | -                              | -                              | -                              | 34    | 4     | 1     |
| 2022-2023             | FC Twente             | Eredivisie            | 36          | 2           | 5           | 1                     | 0                     | 0                     | -          | -          | -          | C4                             | 4                              | 0                              | 0                              | 41    | 2     | 5     |
| Sous-total            | Sous-total            | Sous-total            | 99          | 4           | 8           | 5                     | 2                     | 0                     | -          | -          | -          | -                              | 4                              | 0                              | 0                              | 108   | 6     | 8     |
| 2023-2024             | Feyenoord Rotterdam   | Eredivisie            | 26          | 0           | 0           | 2                     | 0                     | 0                     | 1          | 0          | 0          | C1+C3                          | 5+2                            | 1+0                            | 0                              | 36    | 1     | 0     |
| 2024-2025             | Feyenoord Rotterdam   | Eredivisie            | 22          | 1           | 2           | 2                     | 0                     | 0                     | 1          | 0          | 0          | C1                             | 4                              | 0                              | 0                              | 29    | 1     | 2     |
| Sous-total            | Sous-total            | Sous-total            | 48          | 1           | 2           | 4                     | 0                     | 0                     | 2          | 0          | 0          | -                              | 11                             | 1                              | 0                              | 65    | 2     | 2     |
| 2025-2026             | FC Twente (prêt)      | Eredivisie            | 2           | 0           | 0           | -                     | -                     | -                     | -          | -          | -          | -                              | -                              | -                              | -                              | 2     | 0     | 0     |
| Total sur la carrière | Total sur la carrière | Total sur la carrière | 149         | 5           | 10          | 9                     | 2                     | 0                     | 2          | 0          | 0          | -                              | 15                             | 1                              | 0                              | 175   | 8     | 10    |

### En sélection nationale
| Saison                | Sélection             | Phases finales        | Phases finales | Phases finales | Phases finales | Éliminatoires CDM | Éliminatoires CDM | Éliminatoires CDM | Éliminatoires CAN | Éliminatoires CAN | Éliminatoires CAN | Matchs amicaux | Matchs amicaux | Matchs amicaux | Total | Total | Total |
| Saison                | Sélection             | Compétition           | M              | B              | Pd             | M                 | B                 | Pd                | M                 | B                 | Pd                | M              | B              | Pd             | M     | B     | Pd    |
| --------------------- | --------------------- | --------------------- | -------------- | -------------- | -------------- | ----------------- | ----------------- | ----------------- | ----------------- | ----------------- | ----------------- | -------------- | -------------- | -------------- | ----- | ----- | ----- |
| 2020-2021             | Algérie               | -                     | -              | -              | -              | -                 | -                 | -                 | 2                 | 0                 | 0                 | 2              | 0              | 0              | 4     | 0     | 0     |
| 2021-2022             | Algérie               | CAN 2021              | 1              | 0              | 0              | 7                 | 1                 | 0                 | 2                 | 0                 | 0                 | 2              | 0              | 0              | 12    | 1     | 0     |
| 2022-2023             | Algérie               | -                     | -              | -              | -              | -                 | -                 | -                 | 1                 | 0                 | 0                 | 5              | 0              | 1              | 6     | 0     | 1     |
| 2023-2024             | Algérie               | CAN 2023              | 3              | 0              | 0              | 4                 | 1                 | 0                 | 1                 | 0                 | 0                 | 6              | 1              | 0              | 14    | 2     | 0     |
| 2024-2025             | Algérie               | -                     | -              | -              | -              | -                 | -                 | -                 | 5                 | 0                 | 2                 | 1              | 0              | 0              | 6     | 0     | 2     |
| Total sur la carrière | Total sur la carrière | Total sur la carrière | 4              | 0              | 0              | 11                | 2                 | 0                 | 11                | 0                 | 2                 | 16             | 1              | 1              | 42    | 3     | 3     |

### Matchs internationaux
Le tableau suivant liste les rencontres de l'équipe d'Algérie dans lesquelles Ramiz Zerrouki a été sélectionné depuis le 25 mars 2021 jusqu'à présent.

## Palmarès

### En club
| Feyenoord Rotterdam (2) |
| --- |
| - Eredivisie : - Vice-champion en 2024 - Coupe des Pays-Bas (1) : - Vainqueur en 2024 - Supercoupe des Pays-Bas (1) : - Vainqueur en 2024 - Finaliste en 2023 |

### Documentaires et interviews
- [vidéo] Ramiz Zerrouki laat zich de kaas niet van het brood eten, FC Twente, 2019[11]
- [vidéo] Ramiz Zerrouki: "Ik denk dat ik aardig op de deur klop op dit moment, FC Twente, 2020[12]